# Methylisocyanide
Methylisocyanide is een organische verbinding met als brutoformule C2H3N. De stof komt voor als een kleurloze vloeistof, die matig oplosbaar is in water. Het is structureel verwant met acetonitril, maar verschilt ervan in reactiviteit.

## Synthese
Methylisocyanide werd voor het eerst bereid door de Duitse scheikundige A. Gautier door reactie van zilvercyanide met methyljodide. De huidige methode voor de bereiding is via de dehydratie van N-methylformamide.

## Toepassingen
Methylisocyanide wordt gebruikt als oplosmiddel en als ligand in de organometaalchemie. Verder kan het gebruikt worden om via een pericyclische reactie heterocyclische vijfringen te bereiden. Methylisocyanide kan aangewend worden in bepaalde multicomponentreacties, zoals de Ugi-reactie en de Passerini-reactie.

## Toxicologie en veiligheid
Methylisocyanide is een toxische verbinding. Ze is zeer schok- en warmtegevoelig, waardoor ze snel explosief kan ontleden. Hierbij komen onder meer cyaniden en stikstofoxiden vrij.